# Miljøgodkendelse
En miljøgodkendelse er et juridisk dokument, meddelt med hjemmel i godkendelsesbekendtgørelsen, som giver en virksomhed ret til at foretage en aktivitet, typisk en produktion, som medfører forurening ud over det, som ellers er lovligt i medfør af almindeligt gældende lovgivning. En miljøgodkendelse er en tilladelse til at forurene. En miljøgodkendelse indeholder typisk en række vilkår, hvor nogle indeholder krav, som virksomheden skal overholde for at begrænse påvirkningen af miljøet.

## Indhold i en miljøgodkendelse
En miljøgodkendelse indeholder først og fremmest en række vilkår om miljøbelastningen, som skal være opfyldt, for at virksomheden lovligt kan drives. De handler især om områderne:
- Luftforurening og lugt
- Spildevand
- Støj
- Beskyttelse af jord og grundvand
- Affald

Desuden stilles der vilkår om, at virksomheden selv skal føre kontrol med, at miljøvilkårene overholdes. Dette overrasker mange, men der er en række krav, som har til formål, at denne kontrol bliver troværdig. For eksempel kræves det normalt, at alle prøver udtages og analyseres af et godkendt laboratorium.

## Offentlighedens adgang
Miljøgodkendelser er offentligt tilgængelige. På Digital Miljøadministration kan man se lister og kort over, hvilke virksomheder der er miljøgodkendt. De godkendelser, som ikke ligger direkte på denne side, kan man få ved henvendelse til den pågældende godkendelsesmyndighed.
Desuden sker der offentliggørelse, når en virksomhed får en miljøgodkendelse, og i nogle situationer også, når de søger om dette. Disse offentliggørelser kan man abonnere på ved at henvende sig til den aktuelle myndighed.

## Historisk
I 1974 kom miljøbeskyttelsesloven. Den bestemte, at en række virksomheder ikke måtte anlægges eller udvides, før de havde en miljøgodkendelse. Det drejede sig som "særligt forurenende virksomheder", senere "listevirksomheder", og det omfattede i princippet de virksomheder, som havde den mest belastende forurening.
Eksisterende virksomheder kunne lovligt fortsætte som hidtil. Siden er der skridt for skridt stillet krav til de eksisterende virksomheder, særligt om at de skulle miljøgodkendes, og i 2018 er stort set alle virksomhederne miljøgodkendt.
I 1996 kom EU's IPPC-direktiv, siden 2010 IE-direktiv som på mange punkter lignede de danske regler om miljøgodkendelse.
Desuden laver EU løbende gennemgange af, hvad der er BAT – Renere teknologi – vejen til et bedre miljø – for forskellige produktioner og processer. En række af miljøgodkendelserne skal revurderes, når der kommer nye retningslinjer om dette.